# پاتاپون
پاتاپون (به انگلیسی: Patapon) یک بازی ویدئویی در سبک ریتم موزیک است که با همکاری استودیو ژاپن و پیرامید توسعه یافته و به‌وسیلهٔ سونی کامپیوتر انترتینمنت در سال ۲۰۰۷ برای کنسول بازی دستی پلی‌استیشن همراه منتشر شده‌است.

## بازتاب‌ها
| ناشر     | امتیاز |
| -------- | ------ |
| گیم‌اسپات | ۹٫۰    |
| آی‌جی‌ان   | ۹٫۲    |